# الأنثروبونيك
الانثروبونيك(anthroponics)
الانثروبونيك: هو نوع من أنواع الزراعة في الماء، التي تستخدم النفايات البشرية(مثل:البول)كمصدرللعناصر الغذائية للنباتات المزروعة.
بشكل عام البول البشري أو النفايات المختلطة تجمع وتخزن لفترة من الزمن قبل تطبيقه إما مباشره أوتمريره عبر مرشح حيوي(فلتر بيولوجي)قبل وصوله إلى النباتات.
كشكل من أشكال الزراعة المائية العضوية، الأنثروبونيك يجمع بين أنظمة الزراعة المائية وأكوابونيكس. 
*النظم الفرعية المائية
بعد الترشيح الحيوي يتم نقل الماء إلى المكون المائي حيث تقع النباتات ويتم امتصاص العناصر الغذائية وتظيف المياه قبل عودتها إلى المرشحات الحيوية.
تقريبا كل التقنيات المستخدمة في الزراعة المائية والاكوابونيك هي أيضا تنطبق على علم الاجسام البشرية والتى تتضمن:
استزراع المياه العميقة، تقنية فصل المواد الغذائية، والوسائط السريرية. 

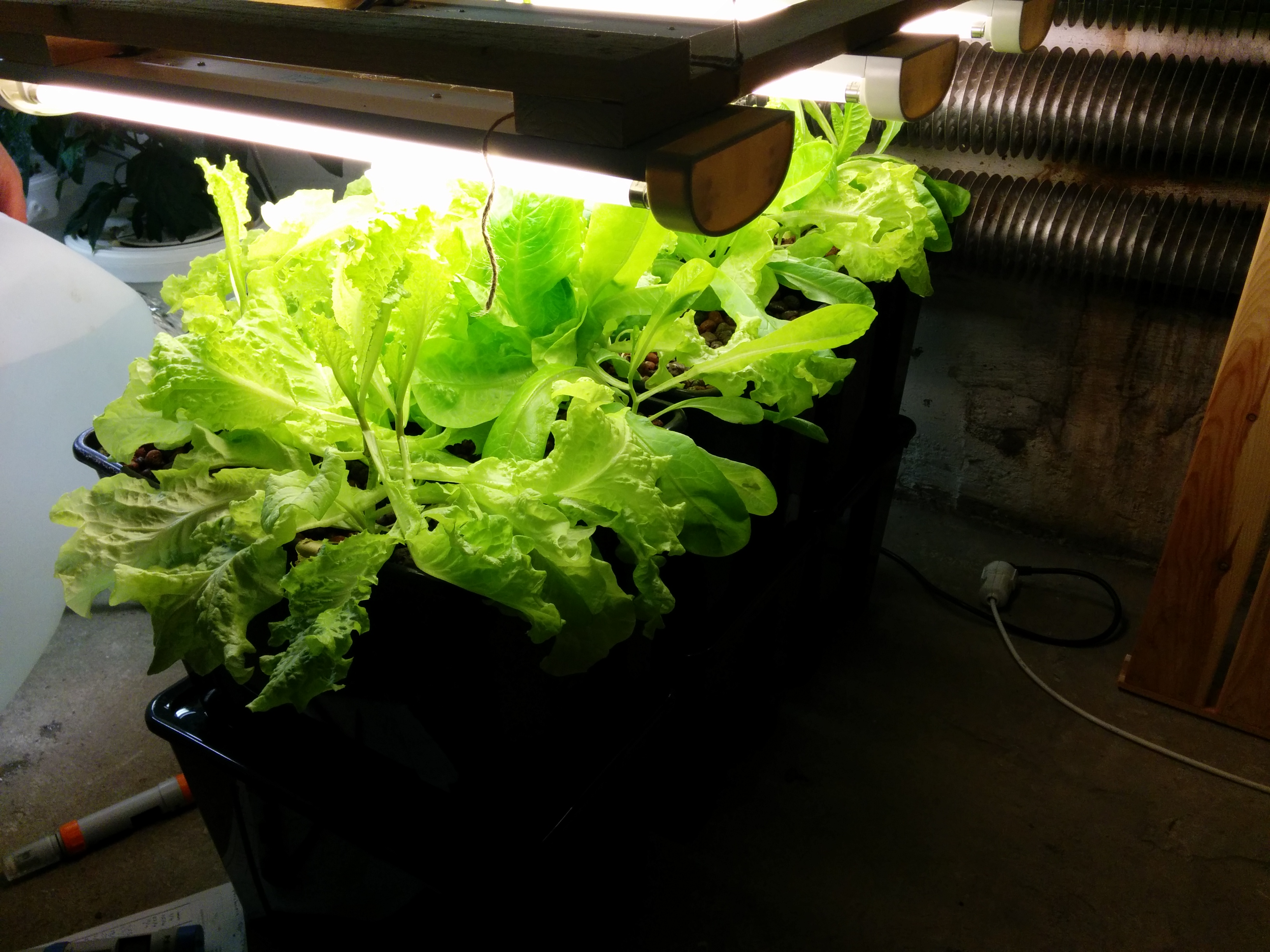
ينمو الخس (Lactuca sativa) في ثلاثة أنظمة مائية مماثلة

## تاريخ
كما تم استخدام النفايات البشرية تاريخيا كسماد، تستخدم في الأنظمة الخالية من التربة في المجالات والابحاث الحديثة.
البحث المشور حديثا في الموضوع عام1991من قبل الباحثguterstamحيث يتم معالجة مياه الصرف الصحي المنزلي عن طريق الإستزراع المائي والزراعة المائية الموصوفة.
منذ ذلك الحين اكتشف باحثون آخرون، أن كل من النفايات البشرية المختلطة والبول البشري تعد مصادر غذائية للزراعة المائية.وتم دراسة إمكانية مقارنة هذه النفايات مع الاسمدة الطبيعية سواء في سياق معالجة مياه الصرف الصحي وفي مجال البحث المنتظم.

## العيوب
بعض العيوب المتعلقة باستخدام البول كمصدر غذائي في نظام الزراعة المائي هو القوانين صارمة بخصوص استخدام الفضلات البشرية في المحاصيل الزراعية.
بالإضافة إلى عملية المعالجة المزعجة، الروائح الكريهة الناتجة عن البول البشري، واطلاق الملوثات العضوي الثابتة وأثر المعادن الموجودة في البول البشري.